# Бруншка Гора
Бруншка Гора (словен. Brunška Gora, позната и као Брунишка Гора је насељено место у словеначкој општини Радече у покрајини Долењска која припада Посавској регији. До јануара 2014. је припадало Савињској регији.
Бруншка Гора се налази између Хотемежа, Брунка и Горељца, на надморској висини 453,5 м, површине 0,74 км². Приликом пописа становништва 2011. године насеље је имало 83 становника. 